# Päivi Meriluoto
Päivi Aulikki Meriluoto-Aaltonen (Tampere, 12 de diciembre de 1952) es una deportista finlandesa que compitió en tiro con arco, en la modalidad de arco recurvo.
Participó en tres Juegos Olímpicos de Verano, entre los años 1980 y 1988, obteniendo una medalla de bronce en Moscú 1980, en la prueba individual.
Ganó cuatro medallas en el Campeonato Europeo de Tiro con Arco al Aire Libre entre los años 1978 y 1982, y dos medallas en el Campeonato Europeo de Tiro con Arco en Sala, en los años 1983 y 1985.

## Palmarés internacional
| Juegos Olímpicos                 | Juegos Olímpicos         | Juegos Olímpicos  | Juegos Olímpicos |
| Año                              | Lugar                    | Medalla           | Prueba           |
| -------------------------------- | ------------------------ | ----------------- | ---------------- |
| 1980                             | Moscú (URSS)             | Medalla de bronce | Individual       |
| Campeonato Europeo al Aire Libre |                          |                   |                  |
| Año                              | Lugar                    | Medalla           | Prueba           |
| 1978                             | Stoneleigh (Reino Unido) | Medalla de bronce | Equipo           |
| 1980                             | Compiègne (Francia)      | Medalla de plata  | Equipo           |
| 1982                             | Kecskemét (Hungría)      | Medalla de plata  | Individual       |
| 1982                             | Kecskemét (Hungría)      | Medalla de bronce | Equipo           |
| Campeonato Europeo en Sala       |                          |                   |                  |
| Año                              | Lugar                    | Medalla           | Prueba           |
| 1983                             | Falun (Suecia)           | Medalla de plata  | Equipo           |
| 1985                             | Odense (Dinamarca)       | Medalla de bronce | Equipo           |